# 朗比格湖

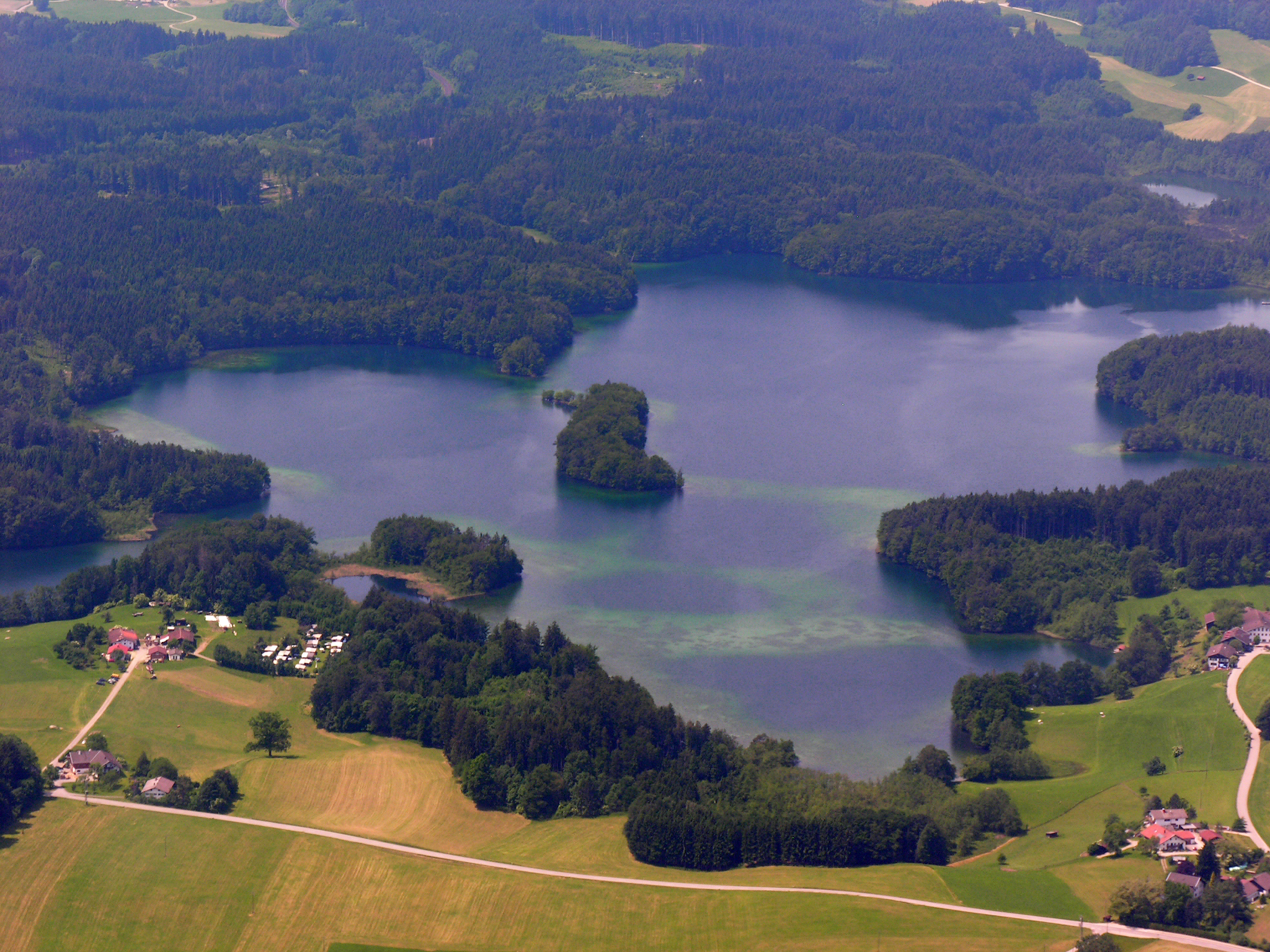

47°53′59″N 12°21′19″E / 47.89972°N 12.35528°E
朗比格湖（德語：Langbürgner See），是德國的湖泊，位於該國東南部，由巴伐利亞州負責管轄，處於羅森海姆縣，長1.6公里、寬1.2公里，面積1平方公里，海拔高度530米，平均水深9米，最大水深37米，湖岸線長度9.3公里。